# Monte Olivo (Michoacán)
Monte Olivo es una localidad del estado mexicano de Michoacán. Es parte del municipio de Zamora. Fue fundada el 15 de octubre de 2008.

## Demografía
| Censo | Población |
| ----- | --------- |
| 2010  | 1942      |
| 2020  | 4413      |